# 盐源双蝴蝶
盐源双蝴蝶（学名：Tripterospermum coeruleum）为龙胆科双蝴属下的一个种。